# Ortensia De Francesco
Ortensia De Francesco (Portici, 30 settembre 1959) è una costumista italiana, vincitrice del Ciak d'oro.

## Biografia
Costumista prevalentemente teatrale, è nel gruppo fondatore di Teatri Uniti nella città di Napoli. Collaboratrice dai primi spettacoli di Toni Servillo con cui condivide ogni sua produzione teatrale e, a livello cinematografico, di Mario Martone e Paolo Sorrentino. Il debutto in una pellicola è con Pappi Corsicato, regista di Libera del 1993.

## Filmografia

### Costumista
- Libera, regia di Pappi Corsicato (1993)
- Teatro di guerra, regia di Mario Martone (1998)
- Le conseguenze dell'amore, regia di Paolo Sorrentino (2004)
- L'amico di famiglia, regia di Paolo Sorrentino (2006)
- Quijote, regia di Mimmo Paladino (2006)
- Lascia perdere, Johnny!, regia di Fabrizio Bentivoglio (2007)
- Fortapàsc, regia di Marco Risi (2009)
- Gorbaciof, regia di Stefano Incerti (2010)
- Il flauto magico di Piazza Vittorio, regia di Mario Tronco e Gianfranco Cabiddu (2018)

## Riconoscimenti

### David di Donatello
- 2008: Candidatura a miglior costumista per Lascia perdere, Johnny!

### Ciak d'oro
- 1994: Candidatura a migliori costumi per Libera[3]
- 2008: Migliori costumi per Lascia perdere, Johnny![4]